# NGC 6687
NGC 6687 (другие обозначения — PGC 62144, UGC 11309, MCG 10-26-46, ZWG 301.34) — галактика в созвездии Дракон.
Этот объект входит в число перечисленных в оригинальной редакции «Нового общего каталога».